# Диллон, Лукас, 6-й виконт Диллон
Лукас Диллон, 6-й виконт Диллон (англ. Lucas Dillon, 6th Viscount Dillon; ? — сентябрь/октябрь 1682) — ирландский пэр.

## Происхождение
Лукас родился в Ирландии. Старший сын Теобальда Диллона и его жены Сары Бурк. Его отец был третьим сыном Кристофера Диллона, который был старшим сыном и наследником Теобальда Диллона, 1-го виконта Диллона. Диллоны — староанглийская семья, основанная в 1185 году, когда сэр Генри Диллон прибыл в Ирландию с принцем Джоном. Мать Лукаса была незаконнорожденной дочерью Дэвида Бурка, младшего сына Теобальда Бурка, 1-го виконта Мейо.

## Биография
Дядя Лукаса Томас Диллон, 4-й виконт Диллон, умер в 1673 году и ему наследовал его единственный выживший сын, также названный Томасом Диллоном, кузеном Лукаса. Томас Диллон, 5-й виконт Диллон, умер, не оставив детей, в следующем году. Лукас Диллон стал его преемником в качестве 6-го виконта Диллона в 1674 году. 28 февраля 1675 года он назначил ежегодную пенсию в размере 600 фунтов стерлингов Элизабет, вдове 5-го виконта.
22 сентября 1675 года лорд Диллон добился от короля Карла II Стюарта отмены арендной платы в размере 455 фунтов стерлингов 13 шиллингов 10 пенсов (около 90 000 фунтов стерлингов в 2023 году), причитающейся короне в соответствии с Ирландским актом о поселениях 1662 года.
Через несколько месяцев после своего второго брака лорд Диллон внезапно умер от водянки в сентябре или октябре 1682 года в Килфогни, Уэстмит, бездетным, несмотря на два брака. Его преемником стал его троюродный брат, Теобальд Диллон, 7-й виконт Диллон (? — 1691) . Его вдова вышла замуж во второй раз в 1683 году за сэра Уильяма Толбота, 3-го баронета, и умерла после 14 июля 1710 года.

## Браки
Лорд Диллон женился в первый раз на Урсуле Донган (? — 1680) , дочери Уильяма Донгана, 1-го графа Лимерика, от Марии Эуфемии, дочери сэра Ричарда Чемберса, баронета. В 1682 году он женился во второй раз на леди Энн Ньюджент, дочери Ричарда Ньюжента, 2-го графа Уэстмита. Оба брака были бездетными.